# Paul Vekemans
Paul Henri Jean Gustave Vekemans (Antwerpen, 28 maart 1855 - Hoboken, 5 september 1935) was een Belgisch uitgever, notaris en politicus voor de Liberale Partij.

## Levensloop
Vekemans was notaris. Hij was medestichter en voorzitter van de raad van beheer van De Nieuwe Gazet.
Hij was gemeenteraadslid en schepen van Hoboken en provincieraadslid van Antwerpen.
Hij werd driemaal liberaal volksvertegenwoordiger voor het arrondissement Antwerpen, telkens als plaatsvervanger: 
- van 1 februari tot 22 mei 1910 ter vervanging van de overleden Georges Tonnelier,
- van 29 maart 1911 tot 25 maart 1912 ter vervanging van de overleden Jacques Verheyen,
- van 28 november 1918 tot 1919 ter vervanging van de overleden Frédéric Delvaux.

## Erkenningen
- De Paul Vekemanslaan in Hoboken werd naar hem vernoemd.